# LARGe SCM

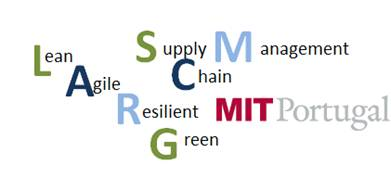
LARGe SCM

La Administración de la Cadena de Suministro LARGe (en Inglés, Lean Agile Resilient and Green Supply Chain Management, LARGe SCM) intenta reunir los términos Lean (Esbelto), Ágil, Resistente y Sostenible. La Administración de la Cadena de Suministro Lean tiene como objetivo acercarse a un cero inventarios y reducir el producto en proceso; Agile (Agilidad), se enfoca, para una pronta respuesta a las necesidades del cliente y al mercado cambiante mientras que al mismo tiempo se controla calidad y costos; Resilience (Resistencia) es acerca del mantenimiento de los disturbios que puedan afectar a la cadena de suministros; and Green (Sostenible) refiere a la sustentabilidad en la cadena de suministros mediante la baja emisión al medio ambiente y estrategias de reciclaje de productos.

## Historia
La idea del LARGe SCM fue desarrollada en el Centro de Investigación y Desarrollo en Ingeniería Mecánica e Industrial (Unidade de Investigação e Desenvolvimento em Engenharia Mecânica e Industrial) en la Facultad de Ciencia y Tecnología de la Universidad Nueva de Lisboa en Portugal. UNIDEMI es el principal centro de investigación en que se estudia el LARGE SCM. Son otros centros en los que también se trabaja en la contribución del tema.

## Resumen
Una compañía esbelta es la que mantiene cero inventarios; una compañía flexible' es aquella que tiene los suficientes inventarios para reaccionar ante las eventualidades que puedan surgir a lo largo de la cadena de suministro. Estos conceptos parecen contradecirse entre sí. Sin embargo, sería ideal tener ambos sistemas juntos dentro de una misma compañía. Lo que crea un campo de investigación en el ámbito de cadena de suministro y producción. Los conceptos de Esbelto y Resistente aún requieren ser modelados sobre una base de compatibilidad. LARGe SCM desarrolla una profunda comprensión de interrelaciones (conflictos, ventajas y desventajas) en el paradigma de una cadena de suministro esbelta, ágil, resistente y sostenible. Se cree que esta comprensión es vital para hacer estos conceptos realmente compatibles. Este logro contribuirá una contribución importante para un entorno competitivo y sostenible. Su justificación será basada en mejores "sistemas de producción esbeltos, ágiles, resistentes y sostenibles" en la compañía, con implicaciones en todos los niveles de la cadena de suministro y sus agentes. El LARGe SCM abarca una variedad de temas así como metodologías, características, sistemas organizacionales, medición del rendimiento, factor humano, sistemas de información y modelos en la administración de integración.